# 이조연
이조연(李祖淵, 1843년 ~ 1884년)은 조선 말기의 문신이다. 본관은 연안(延安). 자는 경집(景集), 호는 완서(翫西)이다.

## 생애
1880년에 개항 후 처음으로 파견되는 수신사 김홍집의 수행원으로 일본에 다녀왔으며 이듬해인 1881년에는 다시 수신사 조병호의 종사관으로 일본에 다녀왔다.
1882년 증광문과에 병과로 급제하고, 1884년에는 협판군국사무(協辦軍國事務) 겸 기계국총판을 지냈다.
동도서기론을 주장했으며 온건개화파임에도 불구하고 수구파와 가깝게 지냈다. 또한 친청적인 행적이 많아 같은 온건개화파인 김성근, 김홍집, 어윤중과는 달리 급진 개화파의 제거 대상이 되어 1884년 갑신정변 때 급진개화파들에게 살해당했다.